# Johann Gottfried Bauer (Rechtswissenschaftler)
Johann Gottfried Bauer, latinisiert Iohannes Godofredus Bauerus, (* 20. Februar 1695 in Leipzig; † 2. März 1763 ebenda) war ein deutscher Rechtswissenschaftler.

## Leben
Johann Gottfried wurde als Sohn des Gottfried Bauer und der Maria geborene Rink geboren. Er studierte seit 1711 an den Universitäten Leipzig und Wittenberg, promovierte am 27. Juni 1728 in Altdorf und kehrte anschließend wieder nach Leipzig zurück, wo er als Rechtsanwalt und Dozent wirkte. 1739 wurde er zum Professor und 1746 zum königlich-polnischen und kurfürstlich-sächsischen Appellationsrat am Oberhofgericht ernannt. 1751 wurde er in das Ordinariat der juristischen Fakultät der Universität Leipzig aufgenommen. Ferner war er Kanonikus des Domstifts Merseburg.

## Werke (Auswahl)
Seine Dissertationen erschienen nach seinem Tod als zweibändiger Sammelband unter dem Titel Opuscula academica, Leipzig, 1787–1792.

## Familie
Johann Gottfried Bauer war mit Henrietta Wilhelmina, die Enkeltochter des sachsen-merseburgischen Kammerdirektors Johann Wilhelm Reinhardt verheiratet. Diese war die einzige Tochter von Christian Reinhardt, der am 15. September 1710 auf dem Mannlehngut Webau gestorben war. Bereits als Minderjährige war sie in den Besitz dieses bedeutenden Landgutes im Amt Weißenfels gelangt, das sie in als gute Partie mit in die Ehe einbrachte und so für eine wichtige finanzielle Grundlage ihrer Familie sorgte.
Aus der gemeinsamen Ehe ging der Sohn Heinrich Gottfried hervor, der wie sein Vater Rechtswissenschaftler und Professor an der Universität Leipzig wurde.